# Portrait de Ferdinand Guillemardet
Le Portrait de Ferdinand Guillemardet, ambassadeur français en Espagne, est une huile sur toile de Francisco de Goya, exécutée entre juillet 1798 et juillet 1799, et conservée au Musée du Louvre. 

## Analyse
La toile représente Ferdinand Guillemardet (1765-1809), nommé ambassadeur français en Espagne en mai 1798 et arrivé à Madrid en juillet. Ferdinand Guillemardet est représenté de profil, mais le visage face au spectateur, avec un regard intelligent, et les jambes croisées dans une pose détendue. 
Le portrait montre un homme fort et le représentant de la puissante nation voisine. Bien qu'il semble dans une pose naturelle, il est dans une position très étudiée par Goya pour ne pas être dans une des classiques postures guindées avec lesquelles Goya représentait certains de ses modèles. C’était l'un des tableaux préférés de l’artiste, selon ses mots. 
On y note les couleurs de la France (bleu, blanc, rouge) qui se distinguent par des tons vifs sur la ceinture nouée à la taille et à la rosette ; les plumes de son chapeau bicorne sont posées sur la table derrière lui et contrastent avec l'or doux de la table et de la chaise. Ferdinand Guillemardet est interprété par Goya avec une assurance complète à l'image de la jeune République qu’il représentait, sûre d'elle. Goya exploite le chromatisme avec une grande habileté, à base de nuances subtiles et de reflets noirs et bleutés. 
On ne sait pas quelle est la raison qui  poussa Goya à réaliser ce portrait, probablement à cause des bonnes relations de son protecteur Mariano Luis de Urquijo, alors premier ministre, avec Guillemardet.
Preuve de ces bonnes relations, l’œuvre est exposée en juillet 1799 à l'Académie royale des beaux-arts de San Fernando. Rappelé en France dès 1800, l'ambassadeur y emporte son portait. Son fils, par son testament de 1865,  lègue cette oeuvre de Goya au Louvre.